# Иванов, Сергей Владимирович (журналист)
Сергей Владимирович Иванов (укр. Сергій Володимирович Іванов; род. 26 августа 1976, Зимогорье, Луганская область, УССР) — украинский журналист, чёрный политтехнолог, бывший прокурор, телеведущий, публицист, общественный деятель, писатель. Ведущий телеканала «Исландия», основанный пророссийским пропагандистом и чёрным политтехнологом Владимиром Петровым.
Сын Владимира Иванова, бывшего народного депутата Украины от пророссийской «Партии регионов».
Ряд украинских СМИ, журналистов, политиков называют Иванова «черным политтехнологом» и «медиакиллером», а его деятельность характеризуют как «политическая джинса».

## Биография
Родился 26 августа 1976 года в Луганской области, УССР.
Отец Сергея Иванова — Владимир Михайлович Иванов. Родился в России, в селе Эльген Магаданской области. С 1998-го по 2006 год был депутатом Луганского облсовета, далее — партийная работа. В 2006—2007 годах был депутатом Верховной Рады V созыва от пророссийской «Партии регионов». Он много лет занимал должность заместителя председателя Луганской облгосадминистрации, в частности в тот период, когда ОГА возглавлял пророссийский политик Александр Ефремов, который сбежал в Россию и обвиняется СБУ в государственной измене. Состояние отца Сергея Иванова СМИ оценивали в $55 млн и считали его одним из самых богатых людей Луганской области. Сам Иванов в то же время отрицает, что его родители были богатыми.

### Образование
В 1998 году окончил Восточноукраинский национальный университет по специальности «правоведение». Получил квалификацию юриста.

### Ранняя карьера
В 1994—1995 годах — юрисконсульт в Луганском филиале «Брокбизнесбанк».
С 1998 по 2008 год работал на прокурорско-следственных должностях в органах прокуратуры Луганской области.
В 2008 году был уволен с должности прокурора на Луганщине за пьянство. После победы на выборах Виктора Януковича в 2010 году стал заместителем департамента в Главном управлении Министерства доходов и сборов в Луганской области, где контролировал оборот подакцизных товаров — алкоголя и табака.
С 2008 по 2010 год — заместитель директора ОО «Академия регионального развития и сотрудничества», шеф-редактор интернет-издания «Восточный вариант».
С 2010 по 22 января 2014 года работал в ГУ Миндоходов в Луганской области. С должности был уволен из-за публичной поддержки Евромайдана и критики местной и центральной власти.
С января по сентябрь 2014 года — шеф-редактор интернет-издания «Восточный вариант».
В мае 2014 года после оккупации Луганска вынужден был переехать в Киев. В июле 2016 года боевики самопровозглашенной «ЛНР» объявили Сергея Иванова в розыск.

### Медийная деятельность
С 2009 по 2014 годы вел авторскую колонку на сайте «Восточный вариант», блог «applecrysis» на Луганском портале «ТОП» и в LiveJournal.
С мая 2014 по ноябрь 2015 года сотрудничал с изданием «Украинская правда». Сотрудничество было прекращено после ряда обвинений Ивановым владельцев ресурса в цензуре.
С декабря 2014 года сотрудничал с интернет-ресурсом «Цензор.нет» как журналист и блогер. Писал статьи для различных СМИ, в частности: «Фокус», Лига.net.
С середины мая 2016 года участвовал в эфирах авторского проекта Романа Скрыпина — skrypin.ua и UMN. В начале сентября 2016 года возглавлял портал Эспрессо TV.
С начала октября 2016 года по июль 2019 года Иванов вместе с Натальей Мосейчук был ведущим ток-шоу «Право на власть» (укр. Право на владу) на телеканале 1+1. С осени 2019 года ведет авторскую программу «Антиподы» (укр. Антиподи). Эфиры выходят на телеканале «Исландия» и YouTube-канале ISLND TV.

#### Фильм о Карплюке
В 2020 году Сергей Иванов за шесть дней до местных выборов выпустил документальный фильм с признаками «джинсы» под названием «Битва за Ирпень». В нём бывший мэр Ирпеня Владимир Карплюк рассказывает о достижениях на посту городского головы и о борьбе с нечестными политиками и силовиками. Но по информации интернет-издания «Бабель», «Карплюка много лет обвиняют в незаконном землеотводе, лоббировании интересов аффилированных застройщиков и незаконном обогащении». В частности, во время предвыборной кампании в 2014 году Карплюк задекларировал 67 квартир. В феврале 2020 года прокуратура передала в суд обвинения против Карплюка, ему грозит восемь лет тюрьмы за хищение денег при строительстве парков. На местных выборах 2020 года Карплюк снова шел во власть, баллотировался в Ирпенский городской совет под номером 1 в списке партии «Новые лица».
Издание «Детектор медиа» и главный редактором сайта общественного движения «Честно» Ирина Федорив назвали фильм Сергея Иванова примером того, «как может выглядеть политическая джинса». Также отдельные эпизоды фильма прокомментировали бывший генпрокурор Юрий Луценко и народный депутат 8-го созыва Ольга Червакова. Хотя в фильме Карплюк их критикует, но автор ленты не подал их точку зрения на события.

#### Сотрудничество с Кириллом Тимошенко
В ноябре 2020 года советник руководителя ОП Михаил Подоляк сообщил, что Иванов работает на Офис Президента Украины Зеленского в группе блогеров, которые в соцсетях распространяют информацию о положительных трендах политики. Сам Сергей Иванов опроверг это.
По источникам интернет-издания «Бабель» в Офисе Президента Украины, Сергей Иванов сотрудничал с бывшим заместителем главы ОП Кириллом Тимошенко. Отвечая на вопрос «Бабеля», когда Иванов и Петров прекратили сотрудничество с ОП, источник в Офисе сообщил, что «их обоих привел бывший заместитель председателя ОП Кирилл Тимошенко. Вместе с ним они и ушли».
15 декабря 2021 года, вместе с Владимиром Петровым и бывшими ведущими закрытых пророссийских телеканалов Виктора Медведчука, Петров пошел работать ведущим на обновленном телеканале «Рада». Однако после нескольких громких скандалов в эфире, Петрова отстранили от вещания. Иванов ещё недолгое время работал на канале, однако впоследствии его также уволили. Согласно расследованию журналистов Bihus.Info, за финансовое обеспечение обновленного телеканала «Рада» отвечала компания, связанная с Кириллом Тимошенко. Она получала десятки миллионов гривен из государственного бюджета на пиар представителей Офиса Президента, и именно Тимошенко, согласно анализу Bihus.Info, больше всего показывали в эфире.
16 января 2024 года нардеп «Слуги народа» Марьяна Безуглая рассказала, что Telegram-канал «Карточный офис», который первым распространил информацию о провокации возле квартиры журналиста-расследователя Юрия Николова, ведет Сергей Иванов вместе с Владимиром Петровым. Ранее портал «Детектор медиа» писал, что «Карточный офис» связан с Кириллом Тимошенко.

#### Конфликт с активистом Выговским
15 апреля 2021 года в эфире программы «Иванов Live» на YouTube-канале «Исландия» Иванов рассказал, как в социальных сетях активисты осуждают лидеров мнений, которые приходят в студию. Он остановился на личности активиста Николая Выговского, соучредителя Гражданского сектора Евромайдана, Коалиции «Реанимационный пакет реформ», экс-координатора общественного движения «Честно». Иванов рассказал, что, по данным портала открытых данных Opendatabot, Выговского якобы занесли в реестр Минюста как должника по уплате алиментов.
Как ты хочешь, чтобы тебе доверяла страна, если ты своего ребенка на произвол судьбы бросил и сделал так, что твоя бывшая жена вынуждена была идти требовать через суд с тебя алименты? Какой ты муж? Ты — никто.Сергей Иванов
Но Николай Выговский никогда не был женат, и детей не имел.
Я никогда не был женат, и детей у меня пока нет. Отслеживать или комментировать высказывания людей, которые в интересах политических заказчиков систематически поливают грязью гражданское общество, считаю ниже чувства собственного достоинства. Пусть оценку дает медиасообщество.Николай Выговский
На запрос «Выговский Николай Юрьевич» сервис Opendatabot выдает одну запись о долгах по алиментам. Однако дата рождения указанного лица и активиста различаются на четыре дня. Дата рождения активиста Николая Выговского отражена на сайте Центральной избирательной комиссии в списке партии «Голос» во время парламентских выборов 2019 года. Иванов объяснил порталу «Детектор медиа» свою позицию. Он не исключил, что мог ошибиться, и добавил, что Выговский сам виноват, потому что занимался травлей гостей программы Иванова. Также Сергей Иванов заявил, что не собирается извиняться за то, что оклеветал Выговского.
Медиаюрист ОО «Институт массовой информации» Роман Головенко рассказал, что «проверять найденную или полученную информацию — работа журналиста». Также Головенко добавил, что если бы информация выходила на телеканале, то к нему можно было бы предъявить юридические претензии, поскольку он должен был бы обеспечить проверку информации, согласно закону Украины «О телевидении и радиовещании».

#### Обвинения журналистов в отравлении Ющенко
В своем расследовании о Данииле Гетманцеве, Сергей Иванов заявил о причастности украинских журналистов Сергея Руденко, Виталия Портникова и Мирославы Барчук к отравлению третьего президента Украины Виктора Ющенко. Инфографику с названием «Агенты ФСБ — участники отравления Ющенко» показали на первых минутах материала о Гетманцеве, который вышел на канале «Исландия» 7 сентября 2023 года.
На инфографике, кроме журналистов, фигурируют сам Гетманцев, народный депутат от «Европейской солидарности» Николай Княжицкий, бывший нардеп и исполнительный директор Украинского института будущего Вадим Денисенко, бывший нардеп и бизнесмен Константин Жеваго, экс-заместитель председателя Совета национальной безопасности и обороны Владимир Сивкович, которого подозревают в госизмене, бывший глава СБУ Игорь Смешко, бывший народный депутат Давид Жвания, погибший на блокпосту в Запорожской области в 2022 году, и другие.
Когда на экране показывают эту инфографику, Иванов рассказывает о «медиагруппах олигархов и коллаборационистов, находящихся в розыске, чьи телевизионные каналы либо лишили лицензии на вещание, либо вообще выбросили из информационного пространства за антиукраинскую деятельность». Иванов утверждает, что эти медиагруппы входят в «бизнес-конгломерат» Гетманцева.
Обвинение Иванова в отравлении Виктора Ющенко украинских журналистов вызвало резонанс в медиасообществе. Журналистка канала «Эспрессо» Ольга Лень напомнила, что «канала не существовало в 2004 году», а Иванов, ранее работавший в редакции «Эспрессо» «мог бы знать это». Также журналистка заметила, что одновременно с Ивановым о Ющенко вспомнила пророссийская телеведущая Диана Панченко, подозреваемая СБУ в оправдании вооруженной агрессии РФ против Украины. «Странная совместная методичка» — подчеркнула Ольга Лень.
Основатель рекрутингового агентства Borsch Сергей Марченко сравнил Иванова с российскими пропагандистами. Журналист-расследователь, редактор проекта «Наші гроші» Юрий Николов обратил внимание на то, что в инфографике фигурирует Екатерина Бутко, которая на момент отравления Ющенко вообще была ещё ребёнком. Бутко подтвердила, что в 2004 году ещё была школьницей и училась в 11-м классе.
Нардеп от «ЕС» Владимир Арьев рассказал, что в 2004 году, когда работал в украинских СМИ, проводил журналистское расследование об отравлении Ющенко. «Сотрудничал с Кристиан Аманпур, которая делала сюжет для программы 60 Minutes. Поэтому скажу просто: все озвученное Ивановым не имеет вообще ничего общего с реальностью», — добавил Арьев. Нардеп Алексей Гончаренко сравнил работу Иванова с тем, как действовали идеологи нацизма.

#### Сексистские скандалы
В течение 2023—2024 годов, в соавторстве с Владимиром Петровым, на YouTube-канале «Исландия», Сергей Иванов неоднократно негативно высказывался в сторону Марии Ефросининой, певицы alyona alyona и унижал их.
На высказывания Петрова и Иванова alyona alyona отреагировала в Instagram. Она напомнила, что это не первое публичное оскорбление с их стороны в её адрес. Певица опубликовала другое видео, в котором ведущие «Исландии» называли её «хабалкой» и обсуждали, при каком условии посадили бы её «себе на ручки». Она добавила, что ей стыдно слышать такие реплики в украинском информационном пространстве и она думает подать в суд на Иванова и Петрова.
Телеведущая Маша Ефросинина также отреагировала на скандал с alyona alyona, заявив, что она «едва ли не самая первая женщина, с которой они начали оббивание своих мизогинных нарративов». И добавляет, что она «никогда не привлекала внимания к этому». «Для меня они просто как уличная помойка, мимо которой я каждое утро прохожу, не поворачивая головы», — отметила Ефросинина.
Также Маша Ефросинина считает, что «невозможно закенселить то, что изначально не имело социального веса и репутации».

## Политика
В июне 2014 года стал одним из соучредителей партии «Воля». После внутрипартийного конфликта перед парламентскими выборами, вышел из партии и прекратил политическую деятельность.
С 2014 года — член Общественной организации «Общественный люстрационный комитет». Официальное членство в организации получил 5 июня 2015 года.
В октябре 2014 года был избран в состав Общественного совета по вопросам люстрации при Министерстве юстиции Украины. Официальное объявление состава Общественного совета состоялось 24 октября 2014 года.
В ноябре 2014 года стал членом Общественного совета по вопросам очищения и обновления СБУ.
В марте 2018 года стал членом Совета общественного контроля Государственного бюро расследований.

## Взгляды
После начала российской вооружённой агрессии на Донбассе и после переезда из Луганска в Киев, Иванов отказал украинским силовикам в помощи по преследованию луганских сепаратистов, потому что ему «это было не выгодно». Эту информацию подтверждает исполнительный директор центра «Миротворец» Роман Зайцев. Иванов в разговоре с Зайцевым говорил, что «если он предоставит информацию об известных ему сепаратистах, то он тогда не сможет у себя писать о них, а это значит, что ему это невыгодно тем более, что это он делает для поиска работы». Директор центра «Миротворец» также добавил, что Иванов заявил и о том, что отказался работать даже с СБУ, если те попросят. Более того, даже на просьбу уточнить информацию — Иванов категорически отказывался.

### Отношение к Ирине Фарион
В 2014 году Иванов обрушился с критикой на члена партии «Свобода» Ирину Фарион. Он заявил, что Россия использовала Фарион для обострения ситуации на Донбассе, провоцируя языковой вопрос.
Сегодня в «Свободе» есть много порядочных людей, которые помогли нам с законом о люстрации. Но есть и такие, как товарищ Фарион, — провокаторы. Я неслучайно называю ее товарищем, поскольку коммунистов бывших не бывает. Этот человек сознательно спровоцировал ситуацию, и это привело к неотвратимым последствиям. Я утверждаю, что этот закон был подан в парламент благодаря спецоперации российских спецслужб, потому что лучшего повода, чем вывезти тысячи люмпенов и дать им повод что-то защищать, придумать было трудно.Сергей Иванов
А уже в 2021 году Иванов меняет свое отношение к Фарион и записывает с ней большое интервью, в котором он даже не спросил, почему она столько лет категорически отрицала членство в КПСС.

## Оценки деятельности
Ряд украинских СМИ, журналистов, политиков называют Иванова «черным политтехнологом» и «медиакиллером», а его деятельность характеризуют как «политическая джинса». Общественная организация «Стоп коррупции» называет Иванова «пророссийским блогером». Интернет-издание «Бабель» отмечает, что Сергей Иванов «вместо фактов» использует в своих сюжетах «обличительные признаки». Журналистка, шеф-редактор «Бабеля» Екатерина Коберник иронично подчеркивает, что в «расследовании о Сергее Иванове, если бы его сделал Сергей Иванов, появляется Энди Уорхол. Не спрашивайте почему — это очевидно». Журналистка «Суспільного» Мирослава Барчук назвала один из сюжетов Иванова, набравший в YouTube почти четверть миллиона просмотров, «заказом одного представителя власти против другого», а самого Иванова — «информационным киллером». Нардеп от партии «ЕС» и журналист Владимир Арьев называет деятельность Иванова "лютым лживым пропагандизмом уровня «Порошенко-убил-брата».
Шеф-редактор портала «Детектор медиа» Наталья Лигачева назвала Сергея Иванова и Владимира Петрова «черными политтехнологами». По её словам «как и предыдущая власть, нынешняя очень часто пользуется черными технологиями. Извините, но существование Петрова и Иванова в эфире, и то, что Нацсовет дал „Исландии“ лицензию, — это нонсенс. Это — черные политтехнологи, которые работают на Офис президента, которым не место ни в марафонах, ни в ютубе, нигде».
Украинский журналист Дмитрий Гордон называет Сергея Иванова «ближайшим соратником и другом» пророссийского пропагандиста Владимира Петрова. По мнению Гордона, Иванов и Петров являются «медиакиллерами, которые работают в угоду России», а также сравнивает их деятельность с деятельностью подозреваемого в госизмене пророссийского блогера Анатолия Шария. «Я очень хотел бы, чтобы общество увидело встречу Шария, Петрова и Иванова в СИЗО. Чтобы они встретились на очной ставке и рассказали, какие бабки получали от Кремля», — отмечает Гордон. 26 февраля 2024 года Дмитрий Гордон опубликовал большое расследование о деятельности Сергея Иванова и Владимира Петрова. По мнению Гордона, «после этого расследования Петровым и Ивановым займется СБУ».
По мнению главного редактора интернет-издания «ГОРДОН» и журналистки Алеси Бацман, если прощать Иванову и Петрову их медиадеятельность, то «не заметим, как проснемся в обществе, где такие медиачудовища будут воспитывать подобных себе медиачудовищ-некрофилов».
По мнению нардепа от «ЕС» и политика Алексея Гончаренко, «то, что Петров и Иванов на свободе — это недоработка правоохранительных органов». После выхода расследования журналиста Дмитрия Гордона, Алексей Гончаренко подал депутатское обращение, в котором попросил СБУ дать правовую оценку действиям блогеров, изложенным в расследовании, и «сделать все необходимое для прекращения их антиукраинской деятельности».
По мнению соучредителя Украинского института будущего Юрия Романенко, Иванова и Петрова ждет плохой конец. «Это их судьба. Это же их сознательный выбор. Человек на стороне добра или на стороне зла — он очень часто делает сознательный выбор. Они не глупые люди. Они умные люди: будем называть вещи своими именами. То есть у них есть ум. Просто это ум на стороне зла», — сказал Романенко.
По мнению общественного деятеля и политика Борислава Березы, Сергей Иванов и Владимир Петров не планируют жить в Украине после смены власти. Береза считает, что «сейчас они скирдуют, зарабатывают деньги и дальше будут пытаться куда-то уехать».

## Семья
- Сын — Иванов Владислав — гитарист рок-группы the feels[60];
- Отец — Иванов Владимир Михайлович, бывший народный депутат Украины от пророссийской «Партии регионов», кандидат педагогических наук, Заслуженный работник образования Украины;
- Мать — Иванова Любовь Егоровна.